# Policía Foral de Navarra
La Policía Foral (en euskera: Foruzaingoa) es el cuerpo de policía autonómico de la Comunidad Foral de Navarra, en España. Fue creada por la Diputación Foral de Navarra en 1928, inicialmente con el nombre de Cuerpo de Policía de Carreteras. Es uno de los cuatro cuerpos de seguridad autonómicos del Estado español, junto a los Mozos de Escuadra, la Ertzaintza y la Policía Canaria.
La Policía Foral tiene su sede en Pamplona y dispone de 7 comisarías repartidas por toda la Comunidad Foral. 
Actualmente, la Policía Foral tiene la  consideración de "policía integral" de Navarra. Posee en exclusividad la competencia de tráfico,  además de poseer compartidas con las fuerzas y cuerpos del Estado seguridad ciudadana, orden público y juego y espectáculos. También ejerce labores de investigación y policía judicial. El cuerpo depende de la Consejería de Interior del Gobierno de Navarra, cuya consejera es Amparo López Antelo. El director de la Policía Foral es Salvador Díez Zapata, y el jefe del Cuerpo es el inspector Iván Ortueta Izco. En la actualidad, la Policía Foral cuenta con 1116 agentes (2022).

## Historia de la Policía Foral

### Antecedentes
La Policía Foral de Navarra es una institución relativamente moderna y cuenta con escasos precedentes en el pasado, pero desde la Edad Media se conoce la existencia de instituciones que en Navarra cumplían funciones policiales: merinos, alcaides, prebostes, almirantes, bailes, jurados, Hermandad, etc.
Fue creada por la Diputación Foral de Navarra el 30 de octubre de 1928, con el objeto de actuar como policía de carreteras, vigilar la circulación e inspeccionar los impuestos provinciales.
Inicialmente se dedicaba al control del tráfico de vehículos por las carreteras de Navarra (la vigilancia y ordenación del tráfico era competencia de la Diputación Foral de Navarra desde su creación en 1841, por sucesión en las competencias que había tenido la antigua Diputación del Reino de Navarra; estas competencias se han conservado en virtud de dicha reducción foral de 1841).
El 24 de enero de 1941, la Diputación Foral aprobó el reglamento del "Cuerpo de Policía de Carreteras y Recaudadores de Arbitrios", aunque la unión de los dos cuerpos en uno no se llevaría nunca a efecto de una forma completa, ya que se quedó dividido en dos secciones que tendieron a seguir funcionando de forma autónoma.
Por acuerdo del 11 de diciembre de 1951, la Diputación Foral dispuso la separación plena de los Policías de Carreteras y de los Recaudadores de Arbitrios, reconociendo que en la práctica se había puesto de manifiesto que las dos secciones, carreteras y recaudación, eran independientes, heterogéneas de hecho y sin una necesaria unidad, por lo que el Cuerpo de Carreteras pasaría a depender de la Dirección de Caminos.
Ya en 1954 y debido a las exigencias de edad de algunos de sus miembros, en el Cuerpo se crearon dos grupos: el propio de la Policía de Carreteras y un segundo denominado "Cuerpo Auxiliar", que vigilaría la estación de autobuses de Pamplona y realizaría la tramitación de denuncias.
A consecuencia del aumento de tráfico en las carreteras navarras, se llevó a cabo en 1958 una nueva estructuración que la dotaría de una mayor cantidad tanto de miembros como de medios.
Tras la aprobación por las Cortes Españolas del proyecto regulador de las competencias en materia de tráfico, serían enviados a Navarra en 1960 miembros de la Agrupación de Tráfico de la Guardia Civil con el fin de desempeñar esta misión, por lo que el Cuerpo de Policía de Carreteras solo quedó autorizado a intervenir en materia de transportes, supeditando el resto de actuaciones en materia de tráfico a la Guardia Civil.

### De Policía de Carreteras a Policía Foral
En 1964, la Diputación Foral reorganizó el Cuerpo de Policía de Carreteras, cambiando su denominación al de "Policía Foral de Navarra" y pasando a depender directamente del Vicepresidente de la Diputación. Al mismo tiempo se aumentaron significativamente sus funciones, atribuyéndosele la competencia de regulación del tráfico (en colaboración con la Guardia Civil), así como la capacidad de asegurar el cumplimiento de todas las disposiciones jurisdiccionales de la Diputación. En 1966, el personal del cuerpo sobrepasó por primera vez las veinte personas.
Con esta renovación, la Policía Foral pasó a ser un Cuerpo de Policía con funciones genéricas de vigilancia, protección y ejecución, un cuerpo de policía armada de carácter civil (regulado por el Reglamento de 1941 y las disposiciones generales de funcionarios de la Diputación).
A partir de esa fecha, las funciones se fueron diversificando, y así se haría cargo de la protección de los edificios dependientes de la Diputación Foral, la coordinación de las ambulancias, la custodia de las entidades bancarias de la Caja de Ahorros de Navarra, la protección de personalidades y la expedición de permisos para transportes especiales, entre otras funciones.
Tras la reinstauración de la democracia, la Ley de Amejoramiento (que en Navarra cumple las funciones de los "Estatuto de Autonomía" de las otras Comunidades Autónomas) fue promulgada tras la entrada en vigor de la LOAPA en 1981, lo que en la práctica significó que la Policía Foral no pudiera constituirse de modo integral como la policía vasca (Ertzaintza) o la catalana (Mozos de Escuadra), cuyos Estatutos son anteriores a la LOAPA.

Hasta 1985 no tendrá lugar una nueva reestructuración orgánica de la Policía Foral, en la que de nuevo se ampliará la plantilla: se suprimen algunas de las funciones que llevaba a cabo (ambulancias y vigilancia en la estación de autobuses) y se asumen otras nuevas, como la del control del juego y espectáculos públicos.

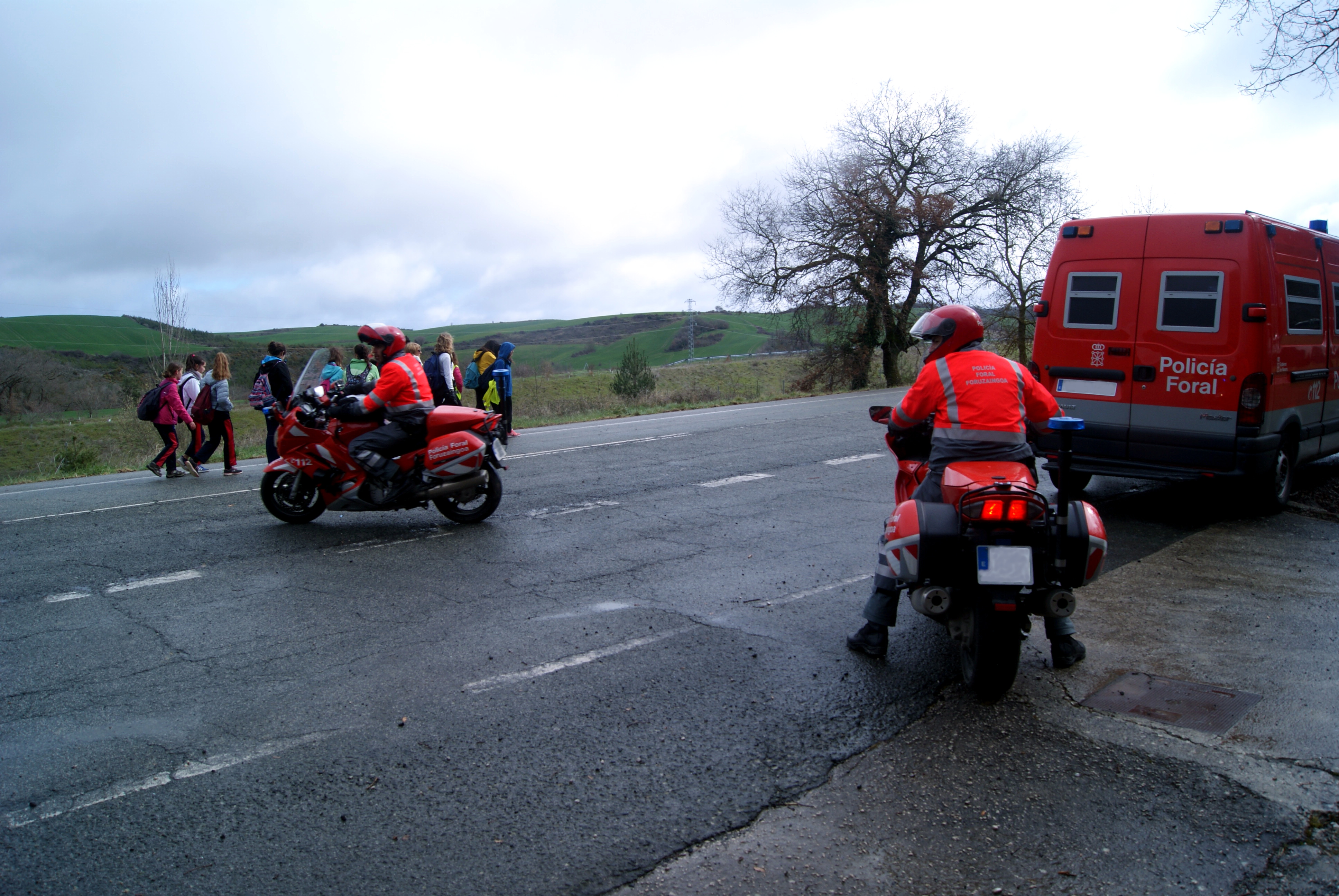
Policía Foral durante el desarrollo de la Javierada

Posteriormente y mediante la aprobación de la Ley Orgánica 2/1986 del 13 de marzo de Fuerzas y Cuerpos de Seguridad (que se remite al Amejoramiento del Fuero) no se introdujeron novedades en el régimen de la Policía Foral, únicamente quedarán definidas las funciones que se atribuyen a las policías autonómicas, dentro de las cuales la Policía Foral podrá ampliar sus funciones anteriores.
Ha diversificado sus funciones, sobre todo tras la aprobación de la Ley Foral de Cuerpos de Policía de Navarra de 1987. 
Hoy día, aunque se encuentra en proceso de desarrollo, junto con la de Cataluña (Mozos de Escuadra), la del País Vasco (Ertzaintza) y el Cuerpo General de la Policía Canaria, es una de las cuatro policías autonómicas que existen en España integrando todo su proceso de creación, pues hay otras policías autonómicas que se forman adscribiendo miembros del Cuerpo Nacional de Policía.

### Transferencia de la competencia exclusiva de tráfico
Cuando la Guardia Civil asumió la competencia de tráfico en 1964, tanto los propios policías forales como la Diputación Foral protestaron contra su retirada. A partir de la década de 1980, se produjo una "gestión compartida" de la competencia, por la cual ambos cuerpos la asumían conjuntamente. Sin embargo, era la Policía Foral la que, pese a tener menos efectivos, realizaba más acciones previstas por esta competencia. Durante la década del 2000, todos los partidos del Parlamento de Navarra estaban a favor de la transferencia completa de las funciones de tráfico al Gobierno de Navarra, para que lo asumiera en exclusiva la Policía Foral. En el año 2002, el gobierno de Unión del Pueblo Navarro presidido por Miguel Sanz hizo la exigencia parlamentaria propia, reclamando al Estado su transferencia. Para ello, se propuso establecer una pasarela para todos los guardias civiles que prestasen la función de tráfico y que quisiesen permanecer realizando dicha función, para que se integrasen en la Policía Foral. El resto sería reubicado a otras provincias o a otras áreas dentro de Navarra.

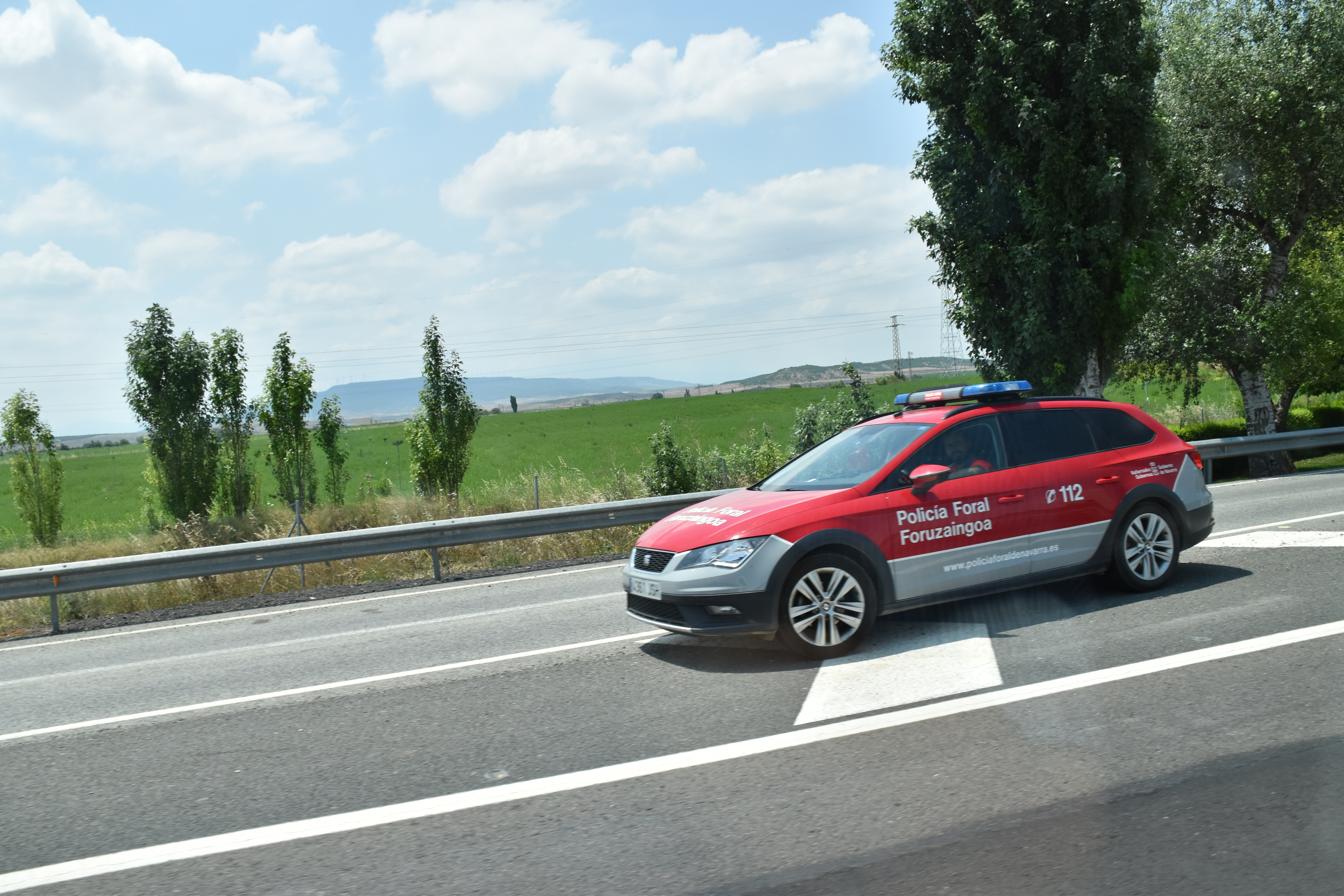
Vehículo de la Policía Foral empleado en la labores del control del Tráfico.

Pese a la negativa del gobierno español, y eso que la transferencia ya se hizo en 1983 al País Vasco y a Cataluña entre los años 1998 (provincia de Gerona), 1999 (Provincia de Lérida), 2000 (Provincias de Barcelona y Tarragona). Los sucesivos ejecutivos de UPN siguieron insistiendo en ello, calificándola de "irrenunciable". En 2015, con la elección de Uxue Barkos (Geroa Bai) como nueva lehendakari del Gobierno de Navarra, continuó haciendo presión en este asunto. Barkos anunció el 31 de octubre de 2018 que los gobiernos navarro y español habían llegado a un acuerdo para transferir a Navarra la competencia de Tráfico y Seguridad Vial. El Gobierno español se comprometió entonces a nombrar a sus representantes para la comisión mixta de transferencias antes de diciembre de 2018 y poder empezar la negociación en 2019, pero la convocatoria de elecciones anticipadas en enero de 2019 frustró toda esperanza para la líder navarra, ya que, en palabras del entonces Delegado del Gobierno, "no existe tiempo material" para realizarla en cuatro meses en funciones. No obstante, y pese al enfado de la mayoría de partidos navarros, esta vez no hubo unanimidad para exigir de nuevo el traspaso de la competencia: UPN se desmarcó del resto de partidos, postulándose en contra de la transferencia que siempre defendieron.
Tras las elecciones de 2019, el mando del Gobierno de Navarra pasó a la socialista María Chivite, aunque incluyó en su gobierno a miembros del antiguo ejecutivo de Barkos. La exigencia de tráfico siguió siendo uno de los temas principales. Inicialmente se anunció para abril de 2020 la celebración de la Comisión Mixta de Transferencias, que posibilitaría la transferencia, pero esta fue retrasada primero a octubre de 2020, luego a marzo de 2021 y, finalmente a diciembre de 2021.
Durante todo este proceso, y especialmente tras los anuncios de reunión de la comisión bilateral, los partidos conservadores en el Congreso de los Diputados, principalmente Partido Popular, Ciudadanos y Vox, se mostraron en contra de este traspaso, anunciando acciones en contra si se consumaba finalmente. A ellos se les unió UPN, antes defensor del traspaso, poniendo el énfasis en lo que ellos consideraban que sería "la salida de la Guardia Civil de Navarra", pese a que ambas partes habían aclarado en multitud de ocasiones que los efectivos de tráfico en la comunidad foral representan un 20% y que la Guardia Civil ostenta competencias intransferibles a las policías autonómicas. El Gobierno de Navarra explicó que el proceso sería progresivo (cinco años) y que los agentes de tráfico tendrían tres opciones: ser reubicados a otras comunidades y seguir en el área de tráfico, ser trasladados a otras áreas dentro de la Guardia Civil en Navarra y ser integrados en la Policía Foral a través de una "pasarela". Aun así, las asociaciones de representantes de guardias civiles calificaron el traspaso como "destierro" y afirmaron sentirse "moneda de cambio", reprochando al ministro del Interior una supuesta "falta de información", pese a que el gobierno foral ya anunció que los detalles se darían a conocer tras la transferencia.

## Organización actual

### Estructura de mando
Corresponde al Gobierno de Navarra, ejercido a través de su presidente, el mando supremo de la Policía Foral. El consejero competente (actualmente el consejero de Interior) ejercerá la superior dirección del cuerpo de la Policía Foral de Navarra.
Dentro de la Policía Foral existe una jerarquía que, por orden de grado e insignias (colocadas en el brazo izquierdo generalmente) que presentan en los uniformes, será el siguiente (las denominaciones cambiaron con la aprobación de la Ley Foral 8/2007 que sustituyen a las del Decreto Foral 213/2002):
- Jefe de la Policía Foral, identificado con tres ángulos dorados.
- Comisario principal (antes denominado oficial), identificado con dos ángulos dorados.
- Comisario (antes denominado inspector), identificado con un ángulo dorado.
- Inspector (antes denominado subinspector), identificado con tres ángulos blancos.
- Subinspector (antes denominado sargento), identificado con dos ángulos blancos.
- Agente primero (antes denominado cabo), identificado con un ángulo blanco.
- Agente (antes denominado policía foral).

| Grados de la Policía Foral-Foruzaingoa | Grados de la Policía Foral-Foruzaingoa | Grados de la Policía Foral-Foruzaingoa | Grados de la Policía Foral-Foruzaingoa | Grados de la Policía Foral-Foruzaingoa | Grados de la Policía Foral-Foruzaingoa | Grados de la Policía Foral-Foruzaingoa | Grados de la Policía Foral-Foruzaingoa | Grados de la Policía Foral-Foruzaingoa |
| -------------------------------------- | -------------------------------------- | -------------------------------------- | -------------------------------------- | -------------------------------------- | -------------------------------------- | -------------------------------------- | -------------------------------------- | -------------------------------------- |
|                                        | Escudo de la gorra                     |                                        |                                        |                                        |                                        |                                        |                                        |                                        |
| Escudo del pecho                       |                                        |                                        |                                        |                                        |                                        |                                        |                                        |                                        |
| Insignia                               |                                        |                                        |                                        |                                        |                                        |                                        | sin insignia                           |                                        |
| Nombre castellano                      | Jefe de la Policía Foral               | Comisario Principal                    | Comisario                              | Inspector                              | Subinspector                           | Agente primero                         | Agente                                 |                                        |
| Nombre euskera                         | Foruzainburua                          | Komisario Nagusia                      | Komisarioa                             | Inspektorea                            | Inspektoreordea                        | Kaporala                               | Agentea                                |                                        |

### Áreas y divisiones
La Policía Foral se estructura, según el Decreto Foral 72/2016 de 21 de septiembre, en cuatro grandes bloques operativos jerarquizados: 
- Área: función de superior dirección. Dirigida por un comisario principal, que recibe el nombre de jefe de área.
- División: dirección táctica de ámbitos concretos de la actividad policial. Dirigida por un comisario, que recibe el nombre de jefe de división.
- Brigada: ejecución directa de las tareas policiales. Dirigida por un inspector, que recibe el nombre de jefe de brigada.
- Grupo: ejecución directa de las tareas especializadas. Dirigida por un subinspector, que recibe el nombre de jefe de grupo.

Las áreas son cinco y a su vez se subdividen en diversas divisiones:
- Área de Inspección General: El área encargada de gestionar tanto los recursos materiales y económicos como los humanos.
  - División de Régimen Interno
  - División de Comunicación y Enlace Operativo

- Área de Tráfico y Seguridad Vial: El área encargada de las funciones relacionadas con la regulación y vigilo del trafico interurbano, así como del sancionamiento de las infracciones y de la investigación de accidentes.
  - División de Seguridad Vial
  - División de Atestados e Investigación

- Área de Seguridad Interior y Policía Administrativa: El área encargada de la vigilancia y protección de los edificios gobierno foral, así como de las actividades de vigilancia del medio ambiente y de juegos y espectáculos.
  - División de Seguridad Interior
  - División de Policía Administrativa

- Área de Seguridad Ciudadana: El área encargada de la seguridad de los ciudadanos y autoridades.
  - División de Protección de Autoridades
  - División de Intervención

- Área de Investigación Criminal:
  - División de Policía Judicial
  - División de Policía Científica
  - División de Información

Las áreas y las divisiones tienen naturaleza de órganos centrales y se ubicarán en Pamplona.

### Comisarías

Comisarías de la Policía Foral y sus áreas de actuación.

Las Comisarías tienen naturaleza de órgano territorial y son constituidas por las Brigadas y/o Grupos ubicados en una zona policial. Son dirigidas por Comisarios que dependerán del Área de Mando. En la actualidad la Policía Foral dispone de siete Comisarías en Navarra:
- Comisaría de Pamplona, creada por Orden Foral 224/2006 de 1 de junio.[18] Está comisaría cuentaba con el 72'82% de efectivos en 2021.
- Comisaría de Tudela, fue la segunda comisaría de la Policía Foral en Navarra, siendo inaugurada el 27 de marzo de 2002 con un coste de 5 millones de euros.[19] Está comisaría cuentaba con el 12'67% de efectivos en 2021.
- Comisaría de Tafalla, creada por Orden Foral 265/2005 de 28 de junio.[20] Esta comisaría cuentaba con el 3'76% de efectivos en 2021.
- Comisaría de Estella-Lizarra, creada por Orden Foral 428/2006 de 11 de diciembre.[21] Está comisaría contaba con el 3'95% de efectivos en 2021.
- Comisaría de Sangüesa/Zangoza, creada por Orden Foral 156/2005 de 1 de diciembre.[22] Está comisaría cuentaba con el 3'76% de efectivos en 2021.
- Comisaría de Altsasu, creada por Orden Foral 429/2006 de 11 de diciembre.[23] Está comisaría contaba con el 2'30% de efectivos en 2021.
- Comisaría de Elizondo, creada por Orden Foral 427/2006 de 11 de diciembre.[24] Está comisaría contaba con el 2'48% de efectivos en 2021.

### Presupuesto
En el año 2022, la Policía Foral de Navarra contaba con 1116 agentes y un presupuesto anual de más de 65 millones de euros.

## Competencias de la Policía Foral
La Policía Foral cuenta con las siguientes competencias reguladas en la Ley Foral 23/2018 de 23 de marzo (sustituyendo la anterior Ley Foral 8/2007):

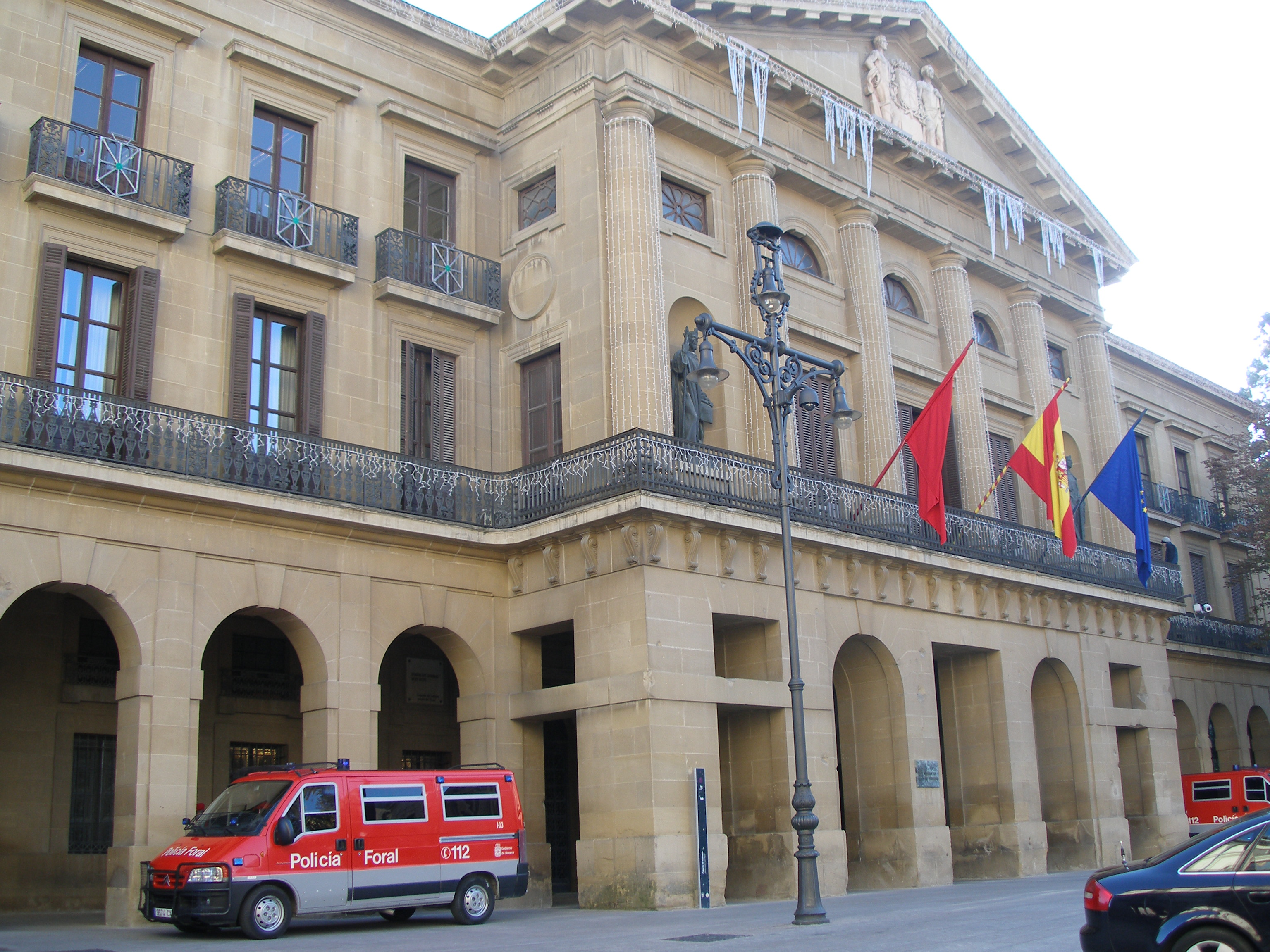
Vehículo de la Policía Foral frente al Palacio de Navarra.

- Garantizar la seguridad ciudadana y el pacífico ejercicio de los derechos y libertades públicas y la protección de las personas y los bienes.
- Velar por el cumplimiento de las leyes y demás disposiciones generales aplicables en las materias de la competencia de la Comunidad Foral de Navarra, así como de los actos emanados de los órganos institucionales de la Comunidad Foral de Navarra, mediante las actividades de inspección, denuncia y ejecución forzosa.
- Velar por la protección y seguridad de las autoridades de la Comunidad Foral de Navarra.
- Velar por la protección y seguridad de las personas, edificios e instalaciones dependientes de las instituciones de la Comunidad Foral de Navarra y de sus organismos autónomos.
- Garantizar el normal funcionamiento de los servicios públicos esenciales cuya competencia corresponda a la Comunidad Foral de Navarra.
- La ordenación del tráfico dentro del territorio de la Comunidad Foral de Navarra, salvo que correspondan legalmente a las Policías Locales.
- La actuación e inspección en materia de transportes.
- Mantener y, en su caso, restablecer el orden y la seguridad ciudadana mediante las intervenciones que sean precisas y, en particular, vigilar los espacios públicos, proteger y ordenar las manifestaciones y mantener el orden en grandes concentraciones.
- La protección y el auxilio de personas y bienes, especialmente en los casos de accidente y de emergencia, según las disposiciones y, en su caso, los planes de protección civil.
- Instruir atestados por accidentes de circulación, en el ámbito funcional de la letra f) de este apartado.
- La prevención de actos delictivos y la realización de las diligencias necesarias para evitar su comisión.
- Policía judicial.
- La cooperación y colaboración con las Entidades Locales de Navarra, siempre que estas lo soliciten, en la forma que determinen las disposiciones aplicables.
- La cooperación y colaboración con otras Fuerzas y Cuerpos de Seguridad en los casos previstos en las leyes.
- La colaboración con todas las Fuerzas y Cuerpos de Seguridad en la recogida, tratamiento y suministro recíprocos de información de interés policial.
- La inspección de las empresas de seguridad privada que actúen en el territorio de la Comunidad Foral de Navarra, así como el control de sus servicios y actuaciones y de los medios y personal a su cargo, en los términos establecidos en la legislación vigente.
- La cooperación para la resolución amistosa de los conflictos privados cuando sean requeridos para ello.
- Cualesquiera otras que le atribuyan las leyes y, en concreto, las que estas encomienden a los Cuerpos de Seguridad de las comunidades autónomas.

## Acceso a la condición de Policía Foral

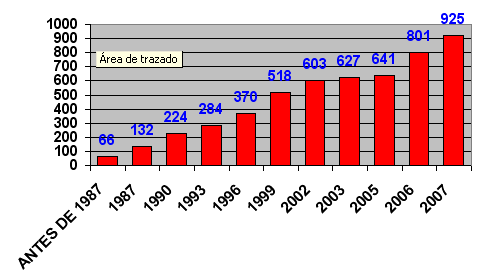
Evolución en miembros de la Policía Foral desde 1987 hasta 2007.

### Evolución del número de miembros
La Policía Foral ha aumentado considerablemente su plantilla en los últimos años. En la actualidad existen más de 1100 policías forales en activo con la condición de funcionarios. Además, se espera que el cuerpo alcance los 1400 efectivos para el año 2027, con el fin poder desarrollar en exclusividad la competencia de Tráfico. 

### Uniformidad
El uniforme de gala de la Policía Foral se compone de las siguientes pendas:
- Zapatos y calcetines de color negro.
- Pantalón de color negro con franja lateral roja.
- Camisa de color gris.
- Guerrera de color rojo con vivos de color negro.
- Txapela de color rojo.
- Guantes de color negro.

## Aspectos retributivos y salariales
El salario de los Policías Forales está totalmente regulado por ley al ser funcionarios públicos dependientes del Gobierno de Navarra. En el caso de la Policía Foral los niveles son de tres tipos:
- Nivel A: comisarios principales y comisarios.
- Nivel B: inspectores y subinspectores
- Nivel C: agentes primeros y agentes.

Toda la regulación de los sueldos y salarios se hace mediante el Decreto Foral 1/2005 del 10 de enero. Un policía foral podrá cobrar los siguientes conceptos (pero no otros distintos):
- Retribuciones personales básicas:
  - Sueldo inicial correspondiente al nivel.
  - Retribución correspondiente al grado.
  - Premio de antigüedad.
- Retribuciones complementarias:
  - Complemento específico.
  - Complemento de puesto de trabajo.
  - Complemento de jefatura.
- Otras retribuciones:
  - Indemnización de los gastos realizados por razón del servicio.
  - Indemnización por la realización de viajes.
  - Indemnización por traslado forzoso con cambio de residencia.
  - Ayuda familiar.
  - Compensación por horas extraordinarias.
  - Compensación por trabajo en día festivo.
  - Compensación por trabajo en horario nocturno.
  - Compensación por participar en tribunales de selección y por impartir cursos de formación.
  - Compensación por retribuciones anteriores superiores a las derivadas de la aplicación del presente reglamento.

## Sindicatos
La Policía Foral cuenta con diversos colectivos sindicales, atendiendo a su importancia en número de votos recibidos están los siguientes:
- APF (Agrupación Profesional de la Policía Foral)
- ELA (Eusko Langileen Alkartasuna)
- CSI-F (Central Sindical Independiente y de Funcionarios).
- CCOO (Comisiones Obreras)
- UGT (Unión General de Trabajadores)
- AFAPNA (Agrupación de Funcionarios de la Administración Pública de Navarra)

| Resultados sindicales de Policía Foral 2023 | Resultados sindicales de Policía Foral 2023 |
| ------------------------------------------- | ------------------------------------------- |
| Sindicato                                   | Representantes                              |
| CSI-F                                       | 9                                           |
| APF                                         | 8                                           |
| CCOO                                        | 3                                           |
| AFAPNA                                      | 2                                           |
| ELA                                         | 1                                           |
| UGT                                         | 0                                           |
| Totales                                     | 23                                          |

## Críticas
A pesar de ser la policía que está mejor valorada dentro de la Comunidad Foral de las cuatro existentes (Policía Foral, Guardia Civil, CNP y Policía Local), ha recibido una serie de críticas tanto externas como internas, entre ellas cabe citar:
- La descoordinación existente[26] entre ésta y otras policías en Navarra.[27]

- El aumento de la seguridad privada en los edificios públicos de Navarra[28] en sustitución de la Policía Foral, una de sus labores históricas.

- Algunas acciones[29] han sido criticadas por ser consideradas desproporcionadas o por partidistas,[30] considerando estos sectores que se ha producido una "militarización" de la Policía Foral. Esta crítica proviene en su mayor parte de grupos y colectivos de izquierda, siendo mayoritaria esta opinión dentro de la izquierda abertzale.

- El 9 de noviembre de 2007, el jefe de la Policía Foral D. Alfonso Fernández Díez, fue sustituido en funciones por el Comisario Principal de la Policía Foral D. Juan José Salaberri Galbete. La sustitución fue debida al posible ascenso del jefe de la Policía Foral dentro del CNP, cuerpo al que originalmente pertenecía.[31] Varios sindicatos dentro de la Policía Foral han criticado que pueda realizar el ascenso dentro del CNP, mientras que a la vez es jefe de la Policía Foral, por no haber cesado en el cargo, lo que podría suponer una doble dualidad de pertenencia a dos administraciones distintas, prohibido en la Ley Foral 8/2007. Posteriormente con el Real Decreto 102/2008 de 1 de febrero, se modificó el reglamento de los procesos selectivos y de formación en el Cuerpo Nacional de Policía, permitiendo participar en los mismos a personas en situación de servicios especiales, que era en la que se hallaba D. Alfonso Fernández Díaz para ejercer la jefatura de la Policía Foral, esta norma no obstante, se aprobó tres meses después de que Fernández Díez accediera al curso.